# Eleccions legislatives daneses de 1964
Les eleccions legislatives daneses de 1964 se celebraren el 22 de setembre de 1964. El partit més votat foren els socialdemòcrates i formaren un govern de coalició dirigit per Jens Otto Krag.
| Partit                           | Líder                 | Vots           | %              | Escons         | +/-            |                |
| -------------------------------- | --------------------- | -------------- | -------------- | -------------- | -------------- | -------------- |
| Socialdemokratiet                | Jens Otto Krag        | 1,103,667      | 41.9           | 76             | -              |                |
| Venstre                          | Erik Eriksen          | 547,770        | 20.8           | 38             | -              |                |
| Det Konservative Folkeparti      | Poul Clorius Sørensen | 527,798        | 20.1           | 36             | +4             |                |
| Socialistisk Folkeparti          | Aksel Larsen          | 151,697        | 5.8            | 10             | -1             |                |
| Det Radikale Venstre             | Hilmar Baunsgaard     | 139,702        | 5.3            | 10             | -1             |                |
| De Uafhængige (U)                |                       | 65,756         | 2.5            | 5              | -1             |                |
| Danmarks Retsforbund (E)         |                       | 34,258         | 1.3            | 0              | -              |                |
| Danmarks Kommunistiske Parti (K) |                       | 32,390         | 1.2            | 0              | -              |                |
| Dansk Samling (R)                |                       | 9,747          | 0.4            | 0              | Nou            |                |
| Fredspolitisk Folkeparti (M)     |                       | 9,325          | 0.4            | 0              | Nou            |                |
| Schleswigsche Partei (S)         |                       | 9,274          | 0.4            | 0              | -1             |                |
| Participació                     | Participació          | 85,5%          | 85,5%          | 85,5%          | 85,5%          | 85,5%          |
| Font                             | Font                  | Folketinget.dk | Folketinget.dk | Folketinget.dk | Folketinget.dk | Folketinget.dk |